# 淳子女王
淳子女王（じゅんしじょおう、生没年不詳）は、平安時代後期の皇族。三品式部卿敦賢親王（小一条院敦明親王の王子）の王女（三条天皇の曾孫）。母は源親方の娘。白河天皇治世下の伊勢斎宮。兄弟に居子女王・増賢らがいた。
延久5年（1073年）2月16日、伊勢斎宮に卜定。承保2年（1075年）9月20日、伊勢へ群行。同4年（1077年）8月17日、父敦賢親王の死去により在任5年で退下。同年12月9日帰京。その後の消息は不明。